# Fluweelwormen
Fluweelwormen, ook wel klauwdragers of onychoforen genoemd, (Onychophora) zijn een stam van ongewervelde dieren. Fluweelwormen vormen een kleine en uniforme groep: ze worden vertegenwoordigd door ongeveer 200 moderne soorten. Van verschillende uitgestorven soorten zijn goed bewaard gebleven fossielen bekend.
Het lichaam lijkt op een tussenvorm tussen een ringworm en een duizendpotige. Niet alleen de lichaamsbouw, maar ook de voortplanting en de manier waarop de fluweelwormen jagen zijn uniek en niet te vergelijken met die van andere dieren. Doordat fluweelwormen licht schuwen en een verborgen leven leiden, was er lange tijd weinig over deze dieren bekend, maar tegenwoordig worden ze door biologen beter bestudeerd.
Fluweelwormen komen al meer dan 500 miljoen jaar voor en werden lange tijd beschouwd als missing link tussen de in zee levende wormachtigen en de op het land levende insecten. Nieuwe inzichten doen echter vermoeden dat ze geen voorouders van een van beide groepen zijn, maar samen met de geleedpotigen en de beerdiertjes tot de Panarthropoda behoren, de groep van de geleedpotig-achtigen. Fluweelwormen wijken met name af van de geleedpotigen doordat ze geen gelede poten hebben, maar beweegbare lichaamsuitstulpingen.
De bekendste vertegenwoordigers zijn de soorten uit het geslacht Peripatus (letterlijk: wandelaar). De grootste soort wordt maximaal 20 centimeter lang. Fluweelwormen komen – uitgezonderd Europa en Antarctica – wereldwijd voor en leven in tropische en subtropische gebieden. Het zijn bewoners van vochtige bossen, alle soorten jagen op kleine diertjes.

## Naam en indeling

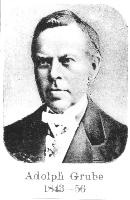
Adolph Eduard Grube.

De eerste fluweelwormen werden in 1825 voor het eerst beschreven door Lansdown Guilding (1797 – 1831), die ze echter tot de slakken rekende. De wetenschappelijke naam Onychophora werd voor het eerst voorgesteld door Adolph Eduard Grube in 1853. Deze naam betekent vrij vertaald nagel-dragers en slaat op de kleine klauwtjes aan de zachte poten. Fluweelwormen worden ook wel onychoforen, nageldragers of klauwdragers genoemd, naar de wetenschappelijke naam.
Fluweelwormen danken hun Nederlandse naam aan de combinatie van een langwerpig, wormachtig lichaam en de huid die bedekt is met een laagje zeer kleine uitsteekseltjes die doen denken aan een fluweelachtige beharing. Ook in andere talen wordt wel verwezen naar de huid, zoals in het Noors waar de benaming fluweeldier of zijdedier (fløyelsdyr, silkedyr) wordt gebruikt. De Engelse naam is 'velvet worm', analoog aan fluweelwormen. In andere talen wordt verwezen naar de poten, zoals in het Zweedse 'klomaskar' (klauwwormen) of het Duitse 'Stummelfüßer' (stompvoetigen).
De wetenschappelijke naam Onychophora  wordt ook gebruikt voor een geslacht van schimmels, waarvan Onychophora coprophila een van de bekendere soorten is.

### Soorten
Fluweelwormen worden vertegenwoordigd door ongeveer 200 moderne soorten en worden tot de Panarthropoda gerekend, samen met de beerdiertjes (Tardigrada, ongeveer 1000 soorten) en de geleedpotigen (Arthropoda). Deze laatste groep omvat ook alle kreeftachtigen en insecten en telt miljoenen soorten. De beerdiertjes zijn zonder uitzondering microscopisch klein en hebben een sterk afwijkende bouw en een meestal aan het water gerelateerde levenswijze. De Panarthropoda is hierdoor een verzameling van diergroepen die op het eerste gezicht weinig met elkaar gemeen hebben, maar de groep is desondanks monofyletisch; alle drie de groepen stammen af van dezelfde voorvader. De naam Pan(-)arthropoda betekent letterlijk alle geleedpotigen.

### Fossiele soorten
Van veel fossiele fluweelwormen die tot de Onychophora worden gerekend is onduidelijk of ze echt tot de groep behoren. Om de vele uitgestorven soorten te scheiden van de fluweelwormen die nu voorkomen, worden deze laatsten wel in de klasse Onychophorida en de orde Euonychophora geplaatst. Het Griekse voorvoegsel eu betekent goede of echte, zodat de naam vertaald kan worden als echte nageldragers. De moderne fluweelwormen worden verdeeld in twee families en ongeveer vijftig verschillende geslachten. Sommige uitgestorven soorten leefden ongeveer 100 miljoen jaar geleden, maar worden al tot de moderne families gerekend. Een voorbeeld hiervan is de in barnsteen gevonden soort Cretoperipatus burmiticus uit Myanmar.

## Verspreiding en habitat

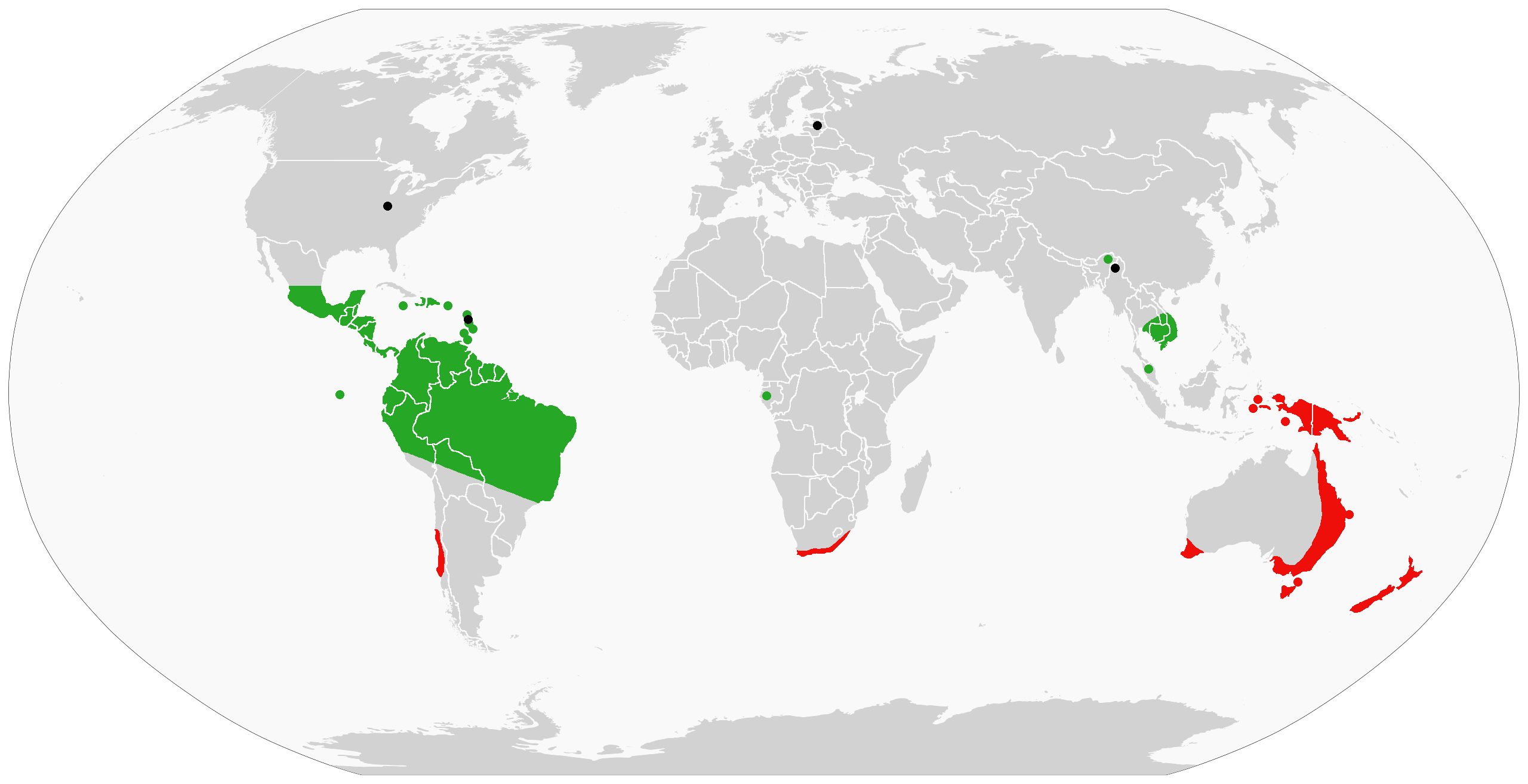
Verspreiding van de fluweelwormen over de wereld.
Peripatidae
Peripatopsidae

De fluweelworm leeft in tropische en subtropische gebieden. Het verspreidingsgebied beslaat delen van Amerika, Afrika, zuidelijk Azië en Australië, maar in Europa komen geen soorten voor. Fluweelwormen worden verdeeld in twee families. De soorten die tot de familie Peripatidae behoren komen in het noordelijke deel van het verspreidingsgebied voor, de soorten uit de familie Peripatopsidae in het zuidelijke deel.

### Peripatidae
Bij de familie Peripatidae is het grootste deel van het verspreidingsgebied gelegen in delen van Centraal-Amerika tot het noordelijke deel van Zuid-Amerika. Het gebied omvat het zuiden van Mexico, een deel van de Caraïben (zoals in de Antillen), Brazilië, noordelijk Bolivia en Peru. In Afrika komen soorten voor aan de equatoriale westkust, Kameroen, Gabon, Congo en Equatoriaal-Guinea. In Azië is een geïsoleerde populatie bekend uit India (Assam), terwijl er ook fluweelwormen voorkomen in Myanmar, Laos, Thailand, Malakka en Singapore. Het oostelijkste deel van het verspreidingsgebied bevindt zich op het eiland Borneo, waar de familie voorkomt op vrijwel het gehele eiland, uitgezonderd de oostelijke kuststrook.

### Peripatopsidae
De Peripatopsidae komen in Zuid-Amerika alleen voor in een relatief klein gebied in Argentinië en rond de Chileense stad Santiago. In Afrika wordt de familie vertegenwoordigd in het uiterste zuiden, in Zuid-Afrika en Lesotho. In Azië en Oceanië bevindt zich het grootste deel van het verspreidingsgebied, fluweelwormen komen voor in grote delen van Nieuw-Guinea en Nieuw-Zeeland. In Australië vinden we soorten in het uiterst zuidwestelijke deel van West-Australië en verder in een groot gebied in het zuidoosten van Australië in zuidelijk Zuid-Australië, oostelijk en zuidelijk Queensland en een groot deel van New South Wales.
Als men het verspreidingsgebied nader bekijkt, valt op dat de fluweelwormen in een brede band in de tropen voorkomen. De verschillende verspreidingsgebieden worden echter gescheiden door de oceanen. In een ver verleden -toen de continenten nog tegen elkaar aan lagen en Gondwanaland vormden- lagen de verspreidingsgebieden echter dichter bij elkaar. Met het uiteendrijven van de continenten is ook het verspreidingsgebied van de fluweelwormen uit elkaar getrokken.

### Habitat
De habitat bestaat uit warmere en vooral vochtige omgevingen, fluweelwormen zijn erg gevoelig voor uitdroging. Vrijwel alle soorten komen voor in tropische en subtropische bossen, enkele leven in meer gematigde streken. Een voorbeeld is de soort Peripatopsis capensis, die te vinden is in uiterst zuidelijk Afrika. Fluweelwormen zijn bodembewoners die zich ophouden in de strooisellaag, in spleten in de bodem, in en onder rottend hout, onder boomschors en onder stenen en houtblokken.

## Uiterlijke kenmerken

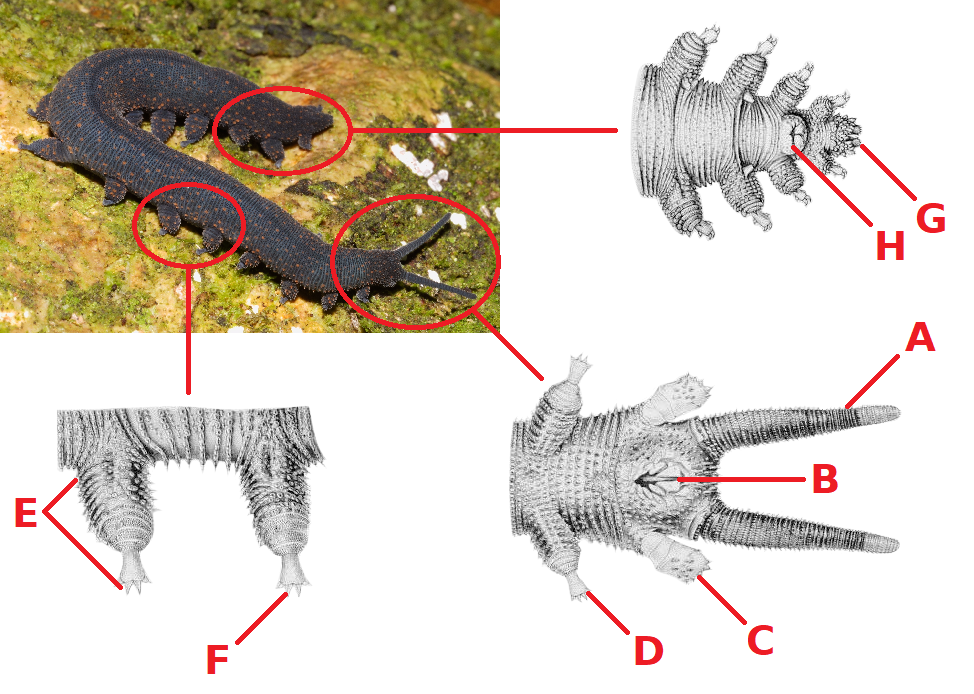
Kenmerken van de fluweelworm, afgebeeld is een onbekende soort (linksboven) en detailtekeningen van de soort Typhloperipatus williamsoni. De foto is een bovenaanzicht, de drie schetsen tonen de onderzijde van het lichaam

Fluweelwormen zijn door hun uiterlijke kenmerken niet met andere dieren te verwarren. Het lichaam lijkt op een worm maar draagt twee duidelijke antennes. Het heeft aan weerszijden tientallen pootjes die in golven worden bewogen. Het lichaam is week en wordt niet beschermd door een verhard exoskelet zoals bij de geleedpotigen voorkomt.
Het lichaam lijkt aan de buitenzijde verdeeld in ringen, deze segmentatie komt echter niet terug in de inwendige anatomie. De meeste soorten worden 3 tot 4 centimeter lang, de kleinste soorten worden niet groter dan 5 millimeter. De grootste soorten kunnen een lichaamslengte van 20 centimeter bereiken. Bij de fluweelwormen blijven mannetjes altijd kleiner dan vrouwtjes. Daarnaast hebben vrouwtjes meer pootjes, wat het belangrijkste geslachtsonderscheid is.

### Kop
De kop van een fluweelworm bestaat uit drie segmenten. De kop is duidelijk te onderscheiden van de achterzijde van het lichaam door de aanwezigheid van de antennes. Deze zijn relatief lang en dik en zijn ontstaan uit het oorspronkelijke eerste potenpaar. De antennes vervullen de belangrijkste zintuiglijke functie; hiermee onderscheidt een fluweelworm prooien van vijanden. Het dier onderzoekt een mogelijke prooi eerst met de antennes voordat het wordt buitgemaakt. De antennes zijn voorzien van zenuwen die direct leiden naar de hersenen van de fluweelworm. De hersenen zijn net als bij andere ongewervelden eenvoudig van structuur en bestaan uit een zenuwknoop of ganglion.
Het tweede potenpaar van de fluweelworm is net als het eerste potenpaar aangepast en heeft ten opzichte van evolutionaire voorgangers een andere functie gekregen. Het tweede potenpaar ligt onder de kop en is in de loop van de evolutie omgevormd tot monddelen die te vergelijken zijn met insecten en mandibels heten. Dit is bij nadere bestudering te zien doordat de monddelen sterk gespierd zijn, net als alle functionele looppoten. Een ander overblijfsel van de looppoot van voorouders is bij de monddelen te zien in de vorm van twee kleine haakjes die bij alle looppoten voorkomen. Bij de tot monddelen omgevormde poten echter zijn de haakjes gemodificeerd tot sikkelvormige structuren die dienen om de prooi open te rijten. De kaken worden hierbij van voor naar achteren bewogen net zoals de aansturing van de poten. De kaakdelen bestaan uit mes-achtige delen en de kaken zij voorzien van sterke kaakspieren. De kaakspieren zijn gehecht aan een lang en staafvormige structuur die in het lichaam gelegen is en meerdere segmenten beslaat.
Rondom de monddelen is een vlezige, lip-achtige structuur aanwezig die bestaat uit zeven gepaarde lobben aan weerszijden die als een ring om de mondopening liggen. Omdat de fluweelwormen slechts een enkel paar monddelen bezit worden ze wel monognaat genoemd, in tegenstelling tot de weinigpoten (Pauropoda) die twee delen hebben en dignaat worden genoemd en de kreeftachtigen en insecten die door hun drieparige mondapparaat met trignaat worden aangeduid.
Het derde oorspronkelijke potenpaar is eveneens omgevormd en naar de zijkanten van de kop verplaatst. Deze zogenaamde orale papillen zijn klein en knopvormig. Vanwege de positie doen ze denken aan ogen maar hun functie is wezenlijk anders. De orale papillen zijn net als de antennen hun klauwtjes verloren en bevatten de uitgangen van klierkanalen die over het gehele lichaam aanwezig zijn. Aan de achterzijde van het lichaam zijn ze vertakt, aan de voorzijde bestaan de klieren uit langwerpige kanalen die in de orale papillen uitmonden. De klieren produceren een slijmerige lijmstof die wordt afgeschoten door de orale papil en dient voor de afweer en om prooien te vangen, zie ook onder voedsel.
De ogen van fluweelwormen verschillen met van die van geleedpotigen doordat ze uit een enkele lens bestaan en niet uit samengestelde ogen zoals bij insecten of meerdere rijen ogen zoals bij spinnen en schorpioenen. Met de ogen kan de fluweelworm geen beelden vormen, ze dienen enkel om grove lichtverschuivingen waar te nemen om te zien of het dag is of nacht. Voor een fluweelworm is dit van levensbelang, omdat er overdag meer gevaren zijn dan 's nachts. Daarnaast moeten de dieren hitte vermijden aangezien een fluweelworm twee keer zo snel uitdroogt als een regenworm.

### Lichaam

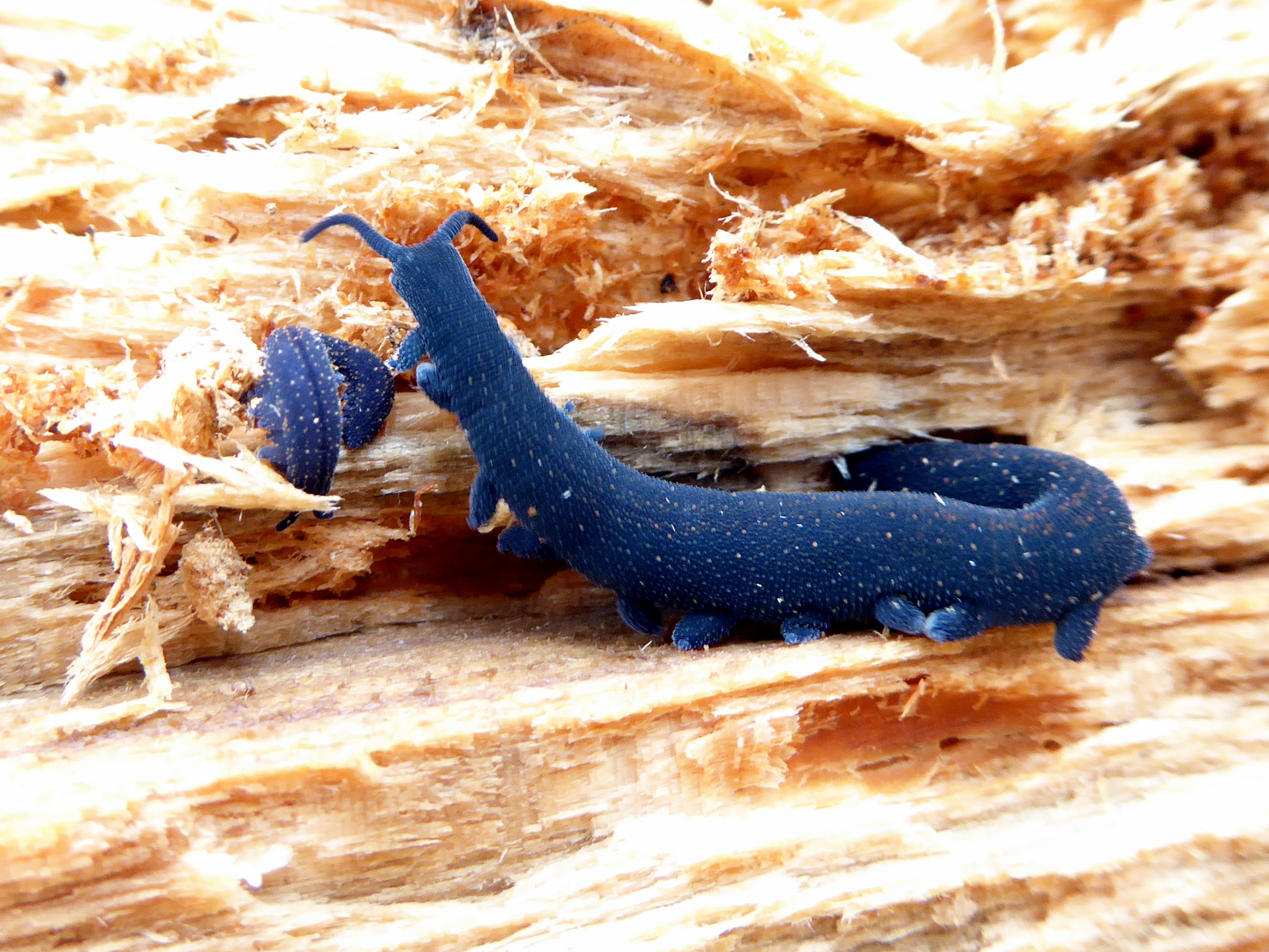
Euperipatoides rowelli, volwassen en jonger exemplaar.

Het lichaam is rolrond en langwerpig van vorm, naar het einde toe wordt het lichaam smaller. Het heeft een fluweelachtige verschijning: de huid bestaat uit een dun laagje chitine, dat nog geen micrometer dik is (0,001 millimeter) en niet te vergelijken valt met het exoskelet van geleedpotigen. Naast bepantsering missen fluweelwormen - althans de moderne vormen - ook andere dermale verdedigingsmechanismen, zoals stekels of knobbels, wat ze kwetsbaar maakt. De fluweelachtige textuur ontstaat door miljoenen microscopisch kleine haartjes, die zo klein zijn dat ze een laagje lucht kunnen vasthouden. Hierdoor stoten de haartjes water af en wordt een fluweelworm nooit nat. Een fijne beharing die lucht vasthoudt en zo waterafstotend wordt, is niet uniek. Dit komt ook voor bij planten zoals de lotus, die waterafstotende bladeren heeft. De haartjes die vrijwel het gehele lichaamsoppervlak bedekken, kennen daarnaast een tastzintuiglijke en chemoreceptorische functie. Ze kunnen voelen en ruiken. De haartjes op de antennes en rond de monddelen worden alleen gebruikt om geuren waar te nemen.
Naast haartjes is de huid voorzien van talrijke papillen, die in ringen zijn gerangschikt, waardoor het lichaam gesegmenteerder aandoet dan het in werkelijkheid is. De segmentatie van het lichaam is af te lezen aan de poten. Ieder segment draagt één paar pootjes. Ook de poten zijn voorzien van ringen papillen, waardoor ze een geribbeld oppervlak krijgen. De ringen van papillen worden anulli genoemd. De papillen hebben een zintuiglijke functie. Ze bevatten chemische receptoren die geuren kunnen waarnemen en mechanoreceptoren waarmee bewegingen worden geregistreerd. De meeste papillen zijn klein, maar ook grotere papillen komen voor die kleine borstelige haartjes dragen. Deze hebben een tastzintuiglijke functie. Bij de kleinere papillen komen deze borsteltjes niet voor.
Het lichaam bevat verschillende organen die ook gevonden worden bij andere ongewervelde dieren. Fluweelwormen ademen net als geleedpotigen door lucht in kleine adembuisjes of tracheeën naar de organen te voeren. De zuurstof wordt hierdoor direct naar de organen geleid en niet opgelost in het bloed, zoals bij zoogdieren het geval is. De buisjes zijn korter dan die van andere geleedpotigen. Het hart is buisvormig en loopt door een deel van het lichaam. Het is aan de bovenzijde gelegen. De uitscheiding vindt plaats middels op nieren gelijkende organen. In ieder lichaamssegment zijn afvoerbuisjes aanwezig. De anus bevindt zich helemaal achteraan het lichaam.

### Poten

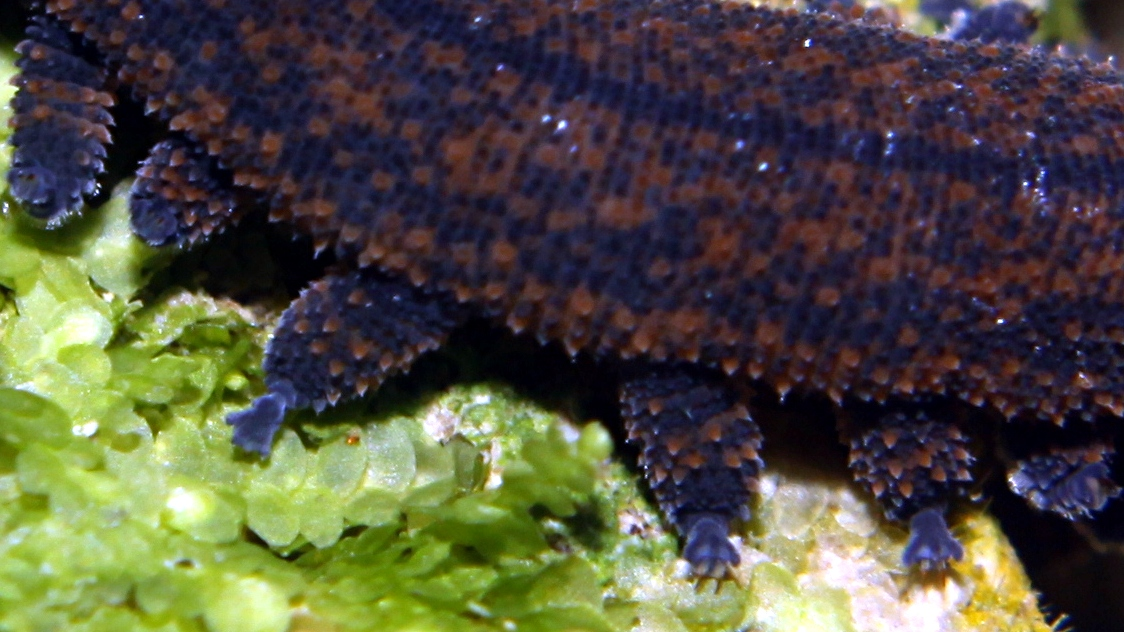
Fluweelwormen hebben stompe, vormeloze poten. Afgebeeld is een Peripatoides-soort uit Nieuw-Zeeland

Fluweelwormen hebben enkele tientallen paren poten, het precieze aantal verschilt per soort. De meeste soorten hebben ongeveer 20 paar poten. Het totale aantal potenparen kan uiteenlopen van 13 tot 43. De poten hebben een primitieve bouw en zijn niet verhard of voorzien van beschermende platen. Ze zijn geribbeld maar bestaan niet uit segmenten zoals de poten van geleedpotige dieren, waar ze enigszins op lijken. De poten van fluweelwormen zijn vlezig en bestaan uit spierweefsel, waardoor ze aandoen als vormeloze uitstulpingen van het lichaam die alle kanten op kunnen bewegen. De poten worden ook wel pseudopoten genoemd, omdat ze niet zijn ontstaan uit ledematen zoals bij andere dieren het geval is. De poten zijn in plaats daarvan te beschouwen als gespierde uitstulpingen van het lichaam, wat direct te zien is als de fluweelworm loopt. De pootjes zijn daarnaast zeer beweeglijk en kunnen van vorm veranderen, worden uitgestulpt en teruggetrokken. De poten van de fluweelworm worden ook wel lobopoden genoemd, wat zoiets als ballonpoten betekent. Omdat deze poten zo uniek zijn voor de fluweelworm wordt ten slotte ook wel de naam oncopoden gebruikt, een verwijzing naar de wetenschappelijke naam van de groep. De poten vallen alleen te vergelijken met de parapodiën van de borstelwormen, dit zijn lichaamsaanghangsels die ook dienen voor de voortbeweging. Borstelwormen zijn sterker verwant aan fluweelwormen dan andere groepen van wormen zoals de ringwormen.
De uiteinden van de pootjes zijn afgerond en de onderzijde is afgeplat. Aan het uiteinde van iedere poot zijn twee haakjes aanwezig, die ook wel onychia worden genoemd. Hiermee kan de fluweelworm zich vasthouden aan het substraat. Ook bij de verwante beerdiertjes komen dergelijke haakjes voor. De poten van de fluweelworm worden tijdens het lopen in golven bewogen, wat sterk doet denken aan de manier waarop miljoenpoten zich voortbewegen. De beweging van de poten wordt hydraulisch aangestuurd, dus door de vloeistofdruk van lichaamsvloeistoffen.

## Levenswijze

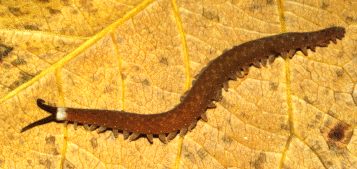
Alle soorten zijn bosbewoners, hier een onbekende soort op een blad.

Fluweelwormen zijn lichtschuwe dieren die erg gevoelig zijn voor uitdroging en daarom uitsluitend 's nachts actief. Overdag verstoppen ze zich tussen bladeren, in rottend hout en onder objecten als stenen en stukken hout. De nachtelijke levenswijze heeft ertoe bijgedragen dat het gedrag van fluweelwormen biologen lange tijd onbekend was. Alle soorten zijn bodembewoners, fluweelwormen kunnen wel klimmen maar blijven meestal dicht bij de bodem om niet uit te drogen.
Fluweelwormen zijn in evolutionaire zin ontstaan uit typische zeedieren die zich aan leven op land hebben aangepast. Hoewel het ademhalingsstelsel gebruik kan maken van atmosferische lucht, functioneert het alleen als het vochtig is. De waterhuishouding vormt het zwakste punt van de fluweelworm; in een omgeving met een lage luchtvochtigheid droogt het lichaam snel uit. Een fluweelworm verliest in een droge omgeving binnen vier uur een derde van zijn lichaamsgewicht. Fluweelwormen kunnen hierdoor alleen overleven in permanent natte milieus en alle soorten komen dan ook voor in vochtige bossen. Van de Tasmaanse soort Tasmanipatus anophthalmus, die blind is en geheel wit van kleur, werd lange tijd gedacht dat het een bewoner van grotten was vanwege de witte kleur en gereduceerde ogen, wat vaak voorkomt bij grotbewoners. Ook deze soort blijkt echter een bosbewoner die vaak wat dieper in rottend hout of in steenhopen leeft. Bij verstoring kan een fluweelworm slijm afschieten op een vijand om die te verwarren. Het dient om prooien te immobiliseren, zie onder voeding. De fluweelworm zal zich bij een confrontatie met een vijand proberen te verstoppen en te ontsnappen. Fluweelwormen kunnen niet bijten of steken, zijn niet giftig en dragen geen defensieve stekels of vergelijkbare structuren.

### Voeding

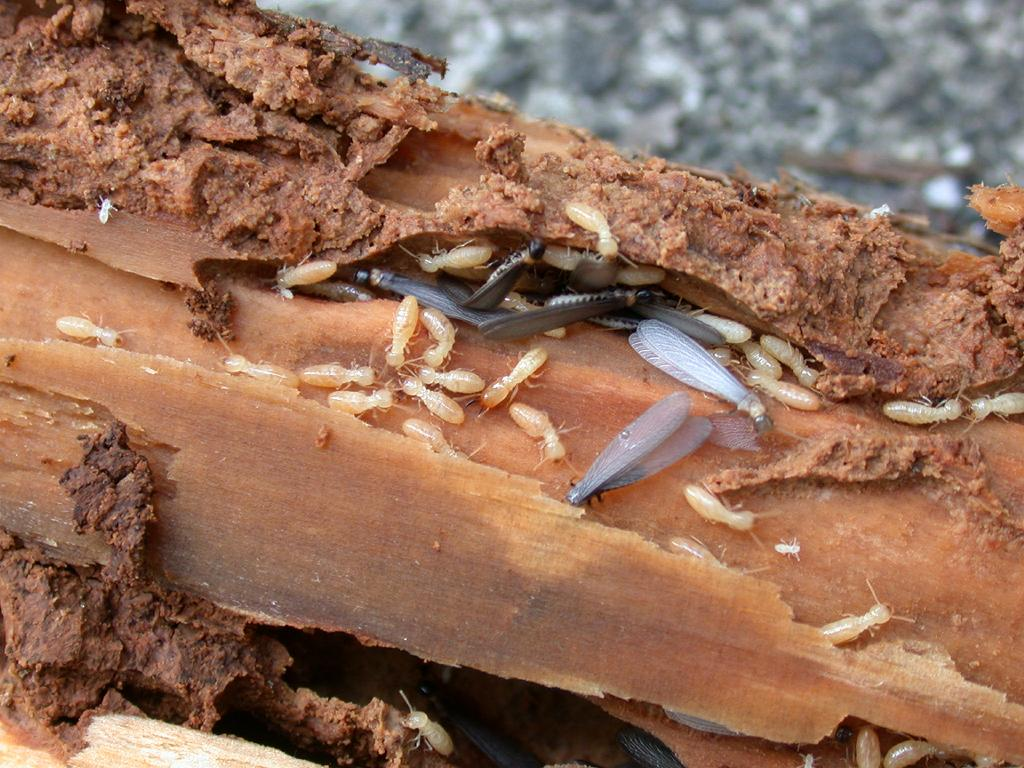
Op het menu staan kleine insecten die op de bodem leven, zoals termieten.

Fluweelwormen zijn voor zover bekend zonder uitzondering carnivoor: ze jagen op de bosbodem tussen de bladeren van de strooisellaag op kleine ongewervelde dieren. Op het eerste gezicht lijken fluweelwormen te sloom om op prooien te jagen, maar vele soorten kunnen een kleverige lijmstof op een prooi spuiten, waardoor deze wordt vastgehecht aan het substraat. De kleefstof wordt geproduceerd door een paar aangepaste poten op het derde lichaamssegment zijn gelegen, gezien vanaf de voorzijde. De lijmstof bestaat uit slijm dat wordt aangemaakt door grote en vertakte klieren die door het gehele lichaam lopen en uitmonden in de orale papillen. Deze zijn zichtbaar als kleine uitstulpingen aan weerszijden van de kop. De klieren produceren een vloeistof die verandert in een kleverig slijm zodra de substantie met lucht in aanraking komt.
De draadachtige slijmafscheiding kan zo'n 30 tot 50 centimeter ver weg worden afgeschoten waarbij wordt gemikt op de potentiële prooi. Het slijm waaiert uit en komt als een net op het slachtoffer terecht zodat deze bij een voltreffer volledig wordt geïmmobiliseerd en niet meer kan vluchten. De fluweelworm heeft zelf geen last van het slijm omdat het net als andere vloeibare substanties niet aan de huid blijft plakken.
Als de prooi eenmaal is gevangen maakt de fluweelworm met zijn scherpe monddelen een opening in het lichaam. De opname van voedsel vertoont veel overeenkomsten met die van geleedpotigen. De fluweelworm brengt een verterende en proteïnen bevattende vloeistof in de prooi om de weke delen op te lossen. Vervolgens wordt het papje weer opgezogen en naar het spijsverteringskanaal gebracht. De zachte delen rond de mond spelen hierbij een rol: ze sluiten het gat in de prooi af tijdens het zuigen.
De prooien van fluweelwormen bestaan voornamelijk uit kleine diertjes die op de vochtige bosbodem leven, zoals termieten (Isoptera), slakken, wormen en stofluizen (Psocoptera). Ook andere kleine diertjes worden wel gegeten en er is een waarneming bekend van een fluweelworm die de spin Hapalopus butantan verorberde, die behoort tot de vogelspinnen (Theraposidae).
De vertering van een prooi begint bij de monddelen, die de prooi verkleinen zodat deze kan worden opgezogen door de farynx. Dit is een soort pomp die het voedsel naar de oesofagus of slokdarm brengt. Net als bij geleedpotigen bestaat er geen echte scheiding tussen maag en darm. Het geheel bestaat uit een langwerpige, onregelmatig gevormde buis die het grootste deel van het lichaam beslaat en in het midden van het lichaam is gelegen.

### Voortplanting

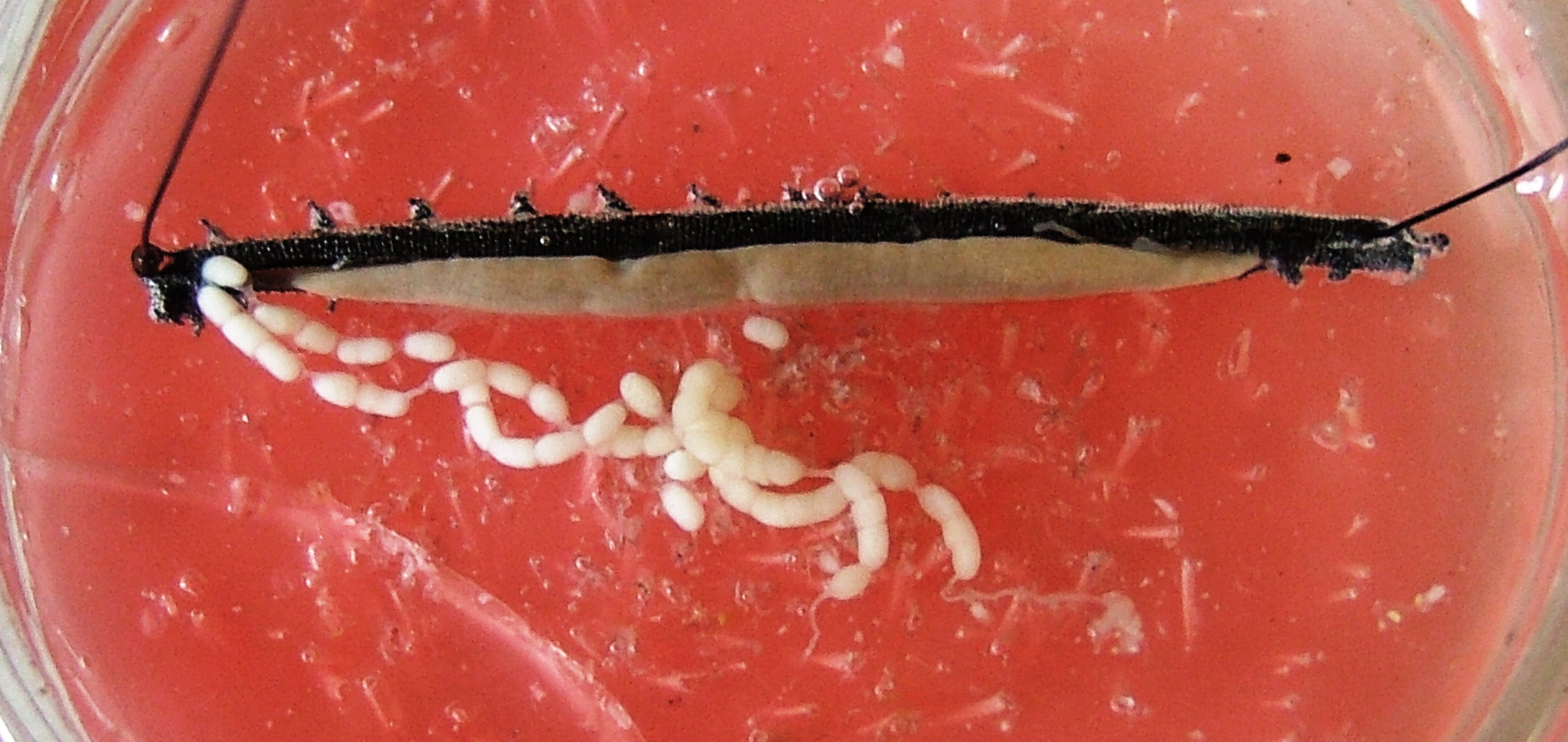
Een opengesneden Euperipatoides kanangrensis laat de eileider zien met witte embryo's, ook de ingewanden zijn zichtbaar als de lichtbruine massa

De mannetjes zijn in het bezit van twee testikels en een blaas waarin de zaadcellen worden opgeslagen. Fluweelwormen planten zich op een bijzondere wijze voort, de mannetjes en vrouwtjes zoeken elkaar namelijk niet op. Als een mannetje toevallig een soortgenoot treft, plakt hij een spermatofoor of spermacapsule op het lichaam van de soortgenoot. Het maakt hierbij niet uit of dit een vrouwtje of een juveniel is en zelfs als het een ander mannetje betreft wordt deze voorzien van een spermacapsule. Vrouwtjes hebben echter wel een voorkeur. Als er een tekort is aan vrouwtjes kunnen de weinige exemplaren helemaal volgeplakt worden met capsules. Er is weleens een vrouwtje aangetroffen dat van maar liefst 180 spermapakketjes was voorzien.
Bij een geslachtsrijp vrouwtje zal de huid onder de spermatofoor oplossen waarna het zaad zijn weg vindt in het lichaam en uiteindelijk in de eileider terechtkomt. Lange tijd was dit proces onbegrepen, tegenwoordig is bekend dat de witte bloedcellen hierbij een rol spelen. Ze bewegen zich zodra een spermatofoor op het lichaam is afgezet naar de onderliggende huid, waarna deze wordt afgebroken. De onderzijde van de spermacapsule scheurt, waarbij het sperma vrijkomt. Vervolgens vinden de mannelijke geslachtscellen zich een weg door de bloedbaan naar de eileider van het vrouwtje. Ze dringen in grote hoeveelheden binnen in de eicel. Bij vrouwtjes waarvan de eicel nog niet rijp is worden de spermacellen als voedsel gebruikt door de eicel, zodat deze zich sneller ontwikkelt. Alleen bij geslachtsrijpe vrouwtjes worden de eicellen bevrucht waarna ze uitgroeien tot embryo's.
Een aantal soorten is eierleggend, bij deze soorten hebben de vrouwtjes een legbuis of ovipositor tussen het achterste potenpaar.
De meeste fluweelwormen zijn echter eierlevendbarend. Van een aantal soorten is zelfs bekend dat de embryo's worden gevoed met speciaal hiertoe gevormd weefsel, dat te vergelijken is met de placenta van zoogdieren. De voedingsstoffen worden door de wand van de eileider naar het embryo gevoerd. De draagtijd is voor een ongewerveld dier ongebruikelijk lang en kan tot 13 maanden bedragen. Ieder jaar wordt doorgaans een enkel jong geboren maar als dit ter wereld komt is het lichaam volledig ontwikkeld, er is dus geen larvestadium. De pasgeboren fluweelwormen zijn nog niet geslachtsrijp en kunnen zich pas na enige tijd voortplanten. Pas na een aantal vervellingen worden ze volwassen, dit kan bij sommige soorten wel twee jaar duren.

## Evolutie

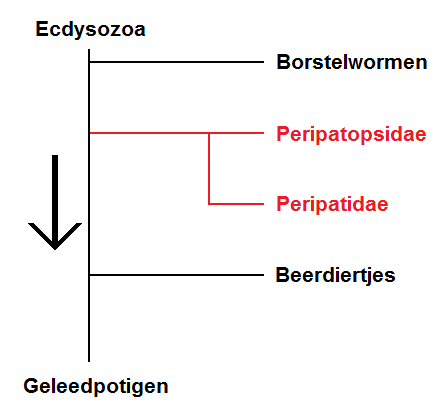
De huidige indeling van de twee families van fluweelwormen in het rood. De lengtes van de lijnen verhoudt zich niet tot de tijdlijn (zwarte pijl)

Fluweelwormen vormen een zeer oude groep van dieren; vertegenwoordigers van het geslacht Aysheaia zijn bekend uit het Midden-Cambrium en leefden meer dan 540 miljoen jaar geleden. Die soorten waren echter nog zeebewoners. Hun lichaamsbouw is gedurende 500 miljoen jaar nauwelijks veranderd, waardoor de moderne vertegenwoordigers van de groep wel worden gezien als levende fossielen. Lange tijd was de levenswijze van fluweelwormen onbegrepen en werden ze beschouwd als excentrieke dieren. In de encyclopedie The Outline of Science uit 1922 door J. Arthur Thomson werd de groep aangeduid als permanent caterpillar, te vertalen als een permanente rups.

### Onderzoek
De evolutie van de fluweelwormen is vandaag de dag uitvoerig onderzocht omdat biologen al lange tijd willen weten wat de positie van de fluweelwormen is binnen de groep van de ongewervelde dieren. De toewijzing van de groep binnen het dierenrijk is al verschillende malen gewijzigd door de constante aanvoer van nieuwe inzichten. De reden van de vele studies naar de dieren is de aanname dat het een kruising zou zijn tussen een zeebewoner en een insect. Er is nog steeds niet verklaard hoe de enorme groep van insecten uit eerdere dieren zijn ontstaan en hoewel lange tijd gedacht werd dat de fluweelwormen hier een rol in speelden blijken ze een veel oudere groep van ongewervelden te zijn.

### Relatie met insecten
Hoe insecten zijn ontstaan uit hun in zee levende voorouders is altijd al een groot raadsel geweest aangezien de vroegst bekende insecten al ontwikkelde vleugels hadden en dus reeds hoog ontwikkeld waren.
Veel indelingen zijn al de revue gepasseerd om de insecten aan zeedieren te koppelen, maar geen enkele bood een sluitende stamboom van zeebewoner naar insect. Zo zouden alle geleedpotigen waaronder de insecten uit ringwormen zijn geëvolueerd vanwege de sterke segmentatie van het lichaam. Ringwormen kennen echter geen vervelling terwijl alle geleedpotigen deze vorm van lichaamsgroei kennen. De Nematoda of rondwormen kennen wel dergelijke groeistadia en blijken genetisch gezien ook sterker verwant aan geleedpotigen in vergelijking met de ringwormen.

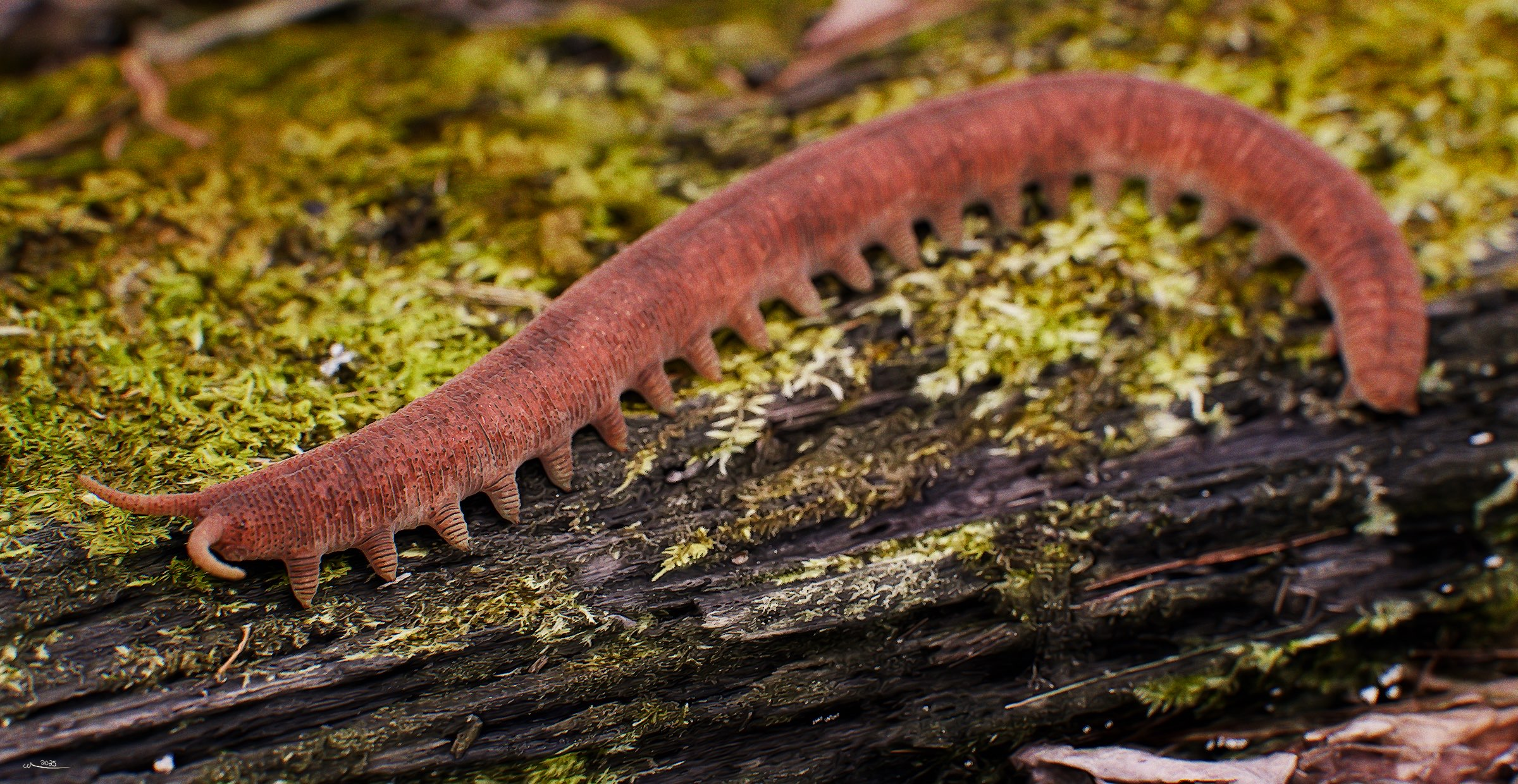
Cretoperipatus is een uitgestorven soort uit het Krijt en leefde ongeveer 100 miljoen jaar geleden.

Fluweelwormen werden gezien als een oplossing voor het probleem; hun voorouders leefden in zee en de huidige vormen lijken op een mogelijke voorouder van de insecten. Fluweelwormen lijken anatomisch gezien een perfecte kruising tussen een gelede worm (Annelida) en een geleedpotige (Arthropoda, hiertoe behoren de insecten). Niet alleen de uitwendige kenmerken vertonen overeenkomsten, ook de indeling van de organen en andere inwendige kenmerken vertonen een gelijkenis. Zo hebben fluweelwormen in ieder segment nierbuisjes, die bij insecten ontbreken maar wel voorkomen bij de Annelida.
Sommige onderzoekers beschouwden de fluweelwormen als de lang gezochte 'missing link'; een tussenvorm van de Annelida en de Arthropoda. De theorie bestond uit het idee dat de voorouders van de insecten en duizendpotigen eruitzagen als fluweelwormen en dat de eerstgenoemde twee groepen verder zijn geëvolueerd tot de moderne vormen, terwijl de fluweelwormen uiterlijk hetzelfde zijn gebleven.

### Huidige inzichten
Uit recenter onderzoek blijkt dat de fluweelwormen behoren tot de groep van geleedpotigachtigen (Panarthropoda). Er is nog geen Nederlandstalige naam voor deze groep. De Panarthropoda hebben weliswaar een primitieve bouw, maar behoren niet tot enige groep van nog voorkomende ringwormen. Over de fluweelwormen is tegenwoordig veel bekend dankzij onderzoek. Daaruit blijkt dat onder andere de lichaamsbouw, de wijze van voortbeweging en de ontwikkeling van ei tot volwassen exemplaar alleen vergelijkbaar is met die van geleedpotige dieren, niet met die van wormachtige dieren.
Fluweelwormen worden tegenwoordig gezien als een zeer oude aftakking van oergeleedpotigen. De meeste van dergelijke aftakkingen zijn lang geleden uitgestorven, maar de fluweelwormen hebben zich dus weten te handhaven. Hierbij zijn ze wat betreft hun uiterlijk nauwelijks veranderd sinds hun voorouders transformeerden van typische zeebewoners naar landdieren.

## Lijst van families en geslachten
Hieronder is een lijst van de families en geslachten van fluweelwormen weergegeven. De lijst van geslachten is gebaseerd op wikispecies, de families zijn gebaseerd op Zootaxa
Familie Peripatidae Evans, 1901 (12 geslachten (1†), 76 gevalideerde soorten (1†), 9 nomina dubia
- Geslacht  † Cretoperipatus Engel & Grimaldi, 2002
- Geslacht Eoperipatus Evans, 1901
- Geslacht Epiperipatus (Clark, 1913)
- Geslacht Heteroperipatus Zilch, 1954
- Geslacht Macroperipatus (Clark, 1913)
- Geslacht Mesoperipatus Evans, 1901

- Geslacht Oroperipatus (Cockerell, 1908)
- Geslacht Peripatus Guilding, 1826
- Geslacht Plicatoperipatus (Clark, 1913)
- Geslacht Principapillatus Oliveira et al., 2013
- Geslacht Speleoperipatus Peck, 1975
- Geslacht Typhloperipatus Kemp, 1913

Familie Peripatopsidae Bouvier, 1905 (39 geslachten, 108 gevalideerde soorten, 11 nomina dubia
- Geslacht Acanthokara Reid, 1996[20]
- Geslacht Aethrikos Reid, 1996
- Geslacht Akthinothele Reid, 1996
- Geslacht Anoplokaros Reid, 1996
- Geslacht Austroperipatus Baehr, 1977
- Geslacht Baeothele Reid, 1996
- Geslacht Centrorumis Reid, 1996
- Geslacht Cephalofovea Ruhberg et al., 1988
- Geslacht Critolaus Reid, 1996
- Geslacht Dactylothele Reid, 1996
- Geslacht Dystactotylos Reid, 1996
- Geslacht Euperipatoides Ruhberg, 1985
- Geslacht Florelliceps Tait & Norman, 2001
- Geslacht Hylonomoipos Reid, 1996
- Geslacht Konothele Reid, 1996
- Geslacht Kumbadjena Reid, 2002
- Geslacht Lathropatus Reid, 1996
- Geslacht Leuropezos Reid, 1996
- Geslacht Mantonipatus Ruhberg, 1985
- Geslacht Metaperipatus Clark, 1913

- Geslacht Minyplanetes Reid, 1996
- Geslacht Nodocapitus Reid, 1996
- Geslacht Occiperipatoides Ruhberg, 1985
- Geslacht Ooperipatellus Ruhberg, 1985
- Geslacht Ooperipatus Dendy, 1900
- Geslacht Opisthopatus Purcell, 1899
- Geslacht Paraperipatus (Willey, 1898)
- Geslacht Paropisthopatus Ruhberg, 1985
- Geslacht Peripatoides Pocock, 1894[21]
- Geslacht Peripatopsis Pocock, 1894
- Geslacht Phallocephale Reid, 1996
- Geslacht Planipallipus Reid, 1996
- Geslacht Regimitra Reid, 1996
- Geslacht Ruhbergia Reid, 1996
- Geslacht Sphenoparme Reid, 1996
- Geslacht Tasmanipatus Ruhberg, Mesibov, Briscoe and Tait, 1991
- Geslacht Tetrameraden Reid, 1996
- Geslacht Vescerro Reid, 1996
- Geslacht Wambalana Reid, 1996

Familie  † Succinipatopsidae Poinar, 2000 (1† geslacht, 1† gevalideerde soort
- Geslacht  † Succinipatopsis Poinar, 2000

Familie  † Tertiapatidae Poinar, 2000 (1† geslacht, 1† gevalideerde soort)
- Geslacht  † Tertiapatus Poinar, 2000

Familie  † Helenodoridae Poinar, 2000 (1† geslacht, 1† gevalideerde soort)
- Geslacht  † Helenodora Thompson & Jones, 1980